# Геморрой
 Геморро́й (от др.-греч. αἷμα — «кровь» и ῥοῦς или ῥόος — «течение»; мед. устар. и обл. почечу́й) — заболевание, связанное с тромбозом, воспалением, патологическим расширением и извитостью геморроидальных вен дистального отдела прямой кишки.

## Анатомия и функции геморроидального сплетения
Геморроидальное сплетение, также называемое кавернозным прямым телом или верхним геморроидальным сплетением, представляет собой широкую губчатую артериовенозную сосудистую подушку, которая в форме кольца располагается под слизистой оболочкой конца прямой кишки (подслизистой оболочки дистального отдела прямой кишки) и в норме заканчивается чуть выше пограничной линии (зубчатая линия) между анальным каналом и прямой кишкой. Это кавернозное тело удерживается мышцей заднего прохода и эластичными волокнами в верхнем анальном канале.
Прямое кавернозное тело ранее также называлось геморроидальной зоной. Это обозначение было исключено из анатомической номенклатуры, поскольку геморрой обозначает патологическое состояние.

### Артериальное снабжение
Геморроидальное сплетение является компонентом органа воздержания и снабжается артериально через верхнюю прямую артерию. Сосудистая прокладка, хотя и имеет форму кольца, анатомическое расположение в основном трех кровоснабжающих ветвей верхней прямой артерии делает упор на подушечки, главные геморроидальные узлы, в трех секторах, а именно в анатомическом положении 3 (если смотреть слева от пациента), 7 и 11 часов (если смотреть справа от пациента). Расположение в 6 часов, согласно определению положения человека в литономической позиции. Второстепенные узлы могут быть связаны с основными узлами. Таким образом, основной узел с 7 часами имеет два второстепенных узла на 9 и 6 часах, а главный узел с 3 часами имеет два второстепенных узла на 1 и 4 часах. У основного узла в 11 часов редко развиваются второстепенные узлы; затем, если на 12 часов. Таким образом, у взрослого человека обычно имеется три основных геморроидальных узла и четыре, максимум пять геморроидальных побочных узлов. Геморроидальные узлы (геморрой) развиваются в период полового созревания и являются не патологическим заболеванием, а нормальным явлением. Хотя патологические изменения этого пещеристого тела были известны человечеству как геморроидальное заболевание на протяжении тысячелетий, геморроидальное сплетение — анатомическое нормальное явление — и его функция были обнаружены только в середине XX века. Верхняя прямая артерия может иметь индивидуальные вариации, например, образуя до пяти конечных ветвей, которые затем питают геморроидальное сплетение.

### Венозный отток
Венозные оттоки геморроидального сплетения проходят через внутренний и внешний сфинктеры (внутренний и внешний сфинктеры, соответственно), которые вместе с геморроидальным сплетением и другими мышечными, нервными и эпителиальными структурами образуют орган воздержания. Геморроидальное сплетение закрывает анальный канал изнутри. Для этого геморроидальные узлы сцепляются друг с другом в форме звезды. Это вызывает тонкое уплотнение заднего прохода, необходимое для анального воздержания, то есть способность удерживать дефекацию в течение определённого периода времени или произвольное начало процесса выведения из организма очень важно. Доля кавернозного прямого тела в показателях воздержания в состоянии покоя составляет около 10-15 %. Если внутренний сфинктер напряжен, венозный отток прекращается, и геморроидальное сплетение наполняется кровью. Это предотвращает прохождение фекалий и кишечных газов. В этой функции кавернозное прямое тело также играет важную роль в развитии и социализации человека.

### Механизм закрытия анального канала
Мышцы анального сфинктера сами по себе не смогли бы закрыть анальный канал. Даже при максимальном сокращении этих кольцевых мышц остается отверстие диаметром около 10 мм, которое может быть закрыто только мышцей заднего прохода и прямым кавернозным телом, расположенным на нем.
Если нервные окончания прямой кишки сигнализируют мозгу о том, что в прямой кишке достаточно кала, возникает потребность в дефекации. В результате внутренний сфинктер расслабляется, и кровь вытекает из геморроидального сплетения, открывая окклюзию и позволяя испражнениям выводиться. Этот процесс происходит непроизвольно. С другой стороны, внешний сфинктер, поддерживаемый мышцами малого таза, позволяет произвольно контролировать дефекацию.
Кавернозное прямое тело не содержит артериол и венул. Это прямое сосудистое соединение от ветвей верхней прямой артерии и слабительных вен, без капилляров (функциональное кровообращение). Конечные ветви артерий впадают непосредственно в крупные губчатые (лакунарные) сосуды. В свою очередь, эти сосуды отводят кровь в верхнюю, среднюю и нижнюю ректальные вены (верхняя, средняя и нижняя прямые вены) по типу системы трикотажных лестниц. Это образование сосудов (артериовенозное «короткое замыкание») позволяет создавать значительное давление в кровеносных сосудах. На поверхности геморроидального сплетения находится артериальная сосудистая сеть, которая разветвляется на более мелкие кровеносные сосуды и иррадиирует в промежутки между сплетениями. Эта сосудистая система сама снабжает кровью кавернозное прямое тело (питательное кровообращение). Геморрой имеет вишнево-красный цвет из-за артериального кровоснабжения. Только при геморроидальном заболевании геморроидальный узел, смещенный перед задним проходом, может изменить свой цвет из-за защемления. Затем застой крови делает его сине-красным и, по-видимому, венозным.

## Клиническая картина
Чаще всего геморрой развивается постепенно. Вначале возникает ощущение некоторой неловкости, тяжести и зуда в области ануса, нередко отмечаются боли, запоры. Эти ощущения усиливаются после приема острых блюд, алкоголя, иногда — после физической нагрузки.
Геморрой сопровождается болевым синдромом, геморроидальным кровотечением, выпадением геморроидальных узлов. В типичных случаях небольшое кровотечение возникает во время или сразу после дефекации (опорожнения кишечника). Цвет крови обычно алый, но возможно выделение тёмной крови, иногда со сгустками. Регулярное выделение крови довольно быстро приводит к анемии (малокровию). Выпадение внутренних геморроидальных узлов развивается зачастую постепенно. Первоначально появляется при дефекации, через некоторое время при натуживании, подъёме тяжестей, кашле, чихании. На первых стадиях узлы легко вправляются, в дальнейшем постоянно находятся за пределами анального канала (снаружи). На любой стадии возможен тромбоз и некроз геморроидального узла с развитием тяжёлой клинической картины.
Осложнением считается появление кровотечения, острого гнойного парапроктита и некроза.

## Факторы, способствующие развитию геморроя
Точная причина симптоматического геморроя неизвестна. Считается, что ряд факторов играет определённую роль, в том числе нерегулярное опорожнение кишечника (запор или диарея), недостаток физических упражнений, факторы питания (диеты с низким содержанием клетчатки), повышенное внутрибрюшное давление (длительное напряжение, асцит, внутрибрюшная масса или беременность), генетика, отсутствие клапанов в геморроидальных венах и старение.
Другие факторы, которые повышают риск развития болезни, включают ожирение, длительное сидение, хронический кашель и дисфункцию тазового дна. Сидение на корточках во время дефекации также может увеличить риск развития тяжёлого геморроя. Доказательства этих ассоциаций, однако, скудны.
Во время беременности давление со стороны плода на живот и гормональные изменения вызывают расширение геморроидальных сосудов. Рождение ребёнка также приводит к повышению внутрибрюшного давления. Беременным женщинам редко требуется хирургическое лечение, поскольку симптомы обычно проходят после родов.
Частым заблуждением является, что анальный секс может способствовать развитию геморроя. Сами по себе занятия анальным сексом не могут вызывать заболевания, но людям, уже страдающим геморроем, такой вид интимной близости не рекомендуется.

## Патофизиология
Геморроидальные подушки являются частью нормальной анатомии человека и становятся патологическим заболеванием только тогда, когда в них происходят аномальные изменения. В нормальном анальном канале присутствуют три основные подушки. Они расположены классически в левом боковом, правом переднем и правом заднем положениях (3, 7 и 11 часов.). Они состоят не из артерий и вен, а из кровеносных сосудов, называемых синусоидами, соединительной ткани и гладких мышц. Синусоиды не имеют мышечной ткани в своих стенках, как вены. Этот набор кровеносных сосудов известен как геморроидальное сплетение.
Подушки от геморроя важны для задержания кала. Они обеспечивают 15-20 % давления закрытия анального отверстия в состоянии покоя и защищают внутренние и внешние мышцы анального сфинктера во время прохождения стула. Когда человек напрягается, внутрибрюшное давление растет, и геморроидальные подушки увеличиваются в размерах, помогая поддерживать анальное закрытие. Считается, что симптомы геморроя возникают, когда эти сосудистые структуры скользят вниз или когда венозное давление чрезмерно повышается. Повышенное внутреннее и внешнее давление в анальном сфинктере также может быть связано с симптомами геморроя. Встречаются два типа геморроя: внутренние из верхнего геморроидального сплетения и внешние из нижнего геморроидального сплетения. Зубчатая линия разделяет две области.

## Классификация
Острый геморрой, или аноректальный тромбоз, тромбирование внутренних и внешних геморроидальных узлов. Процесс сопровождается сильными болевыми ощущениями, так как узлы снабжены большим количеством рецепторов.
Острую форму геморроя, в свою очередь, подразделяют на три стадии тромбоза:
1. Воспалённые узлы приобретают нездоровую синюшность, при пальпации наблюдается болезненность;
2. Воспаление захватывает ткани, прилегающие к поражённым геморроидальным узлам;
3. Некротическое видоизменение — поражённые узлы чернеют.

Хронический геморрой — это воспаление узлов, для которого характерна слабая выраженность болевого синдрома. Это создает ложное ощущение «незначительности» возникшей проблемы.
В течение хронического геморроя выделяют четыре стадии:
1. Пациент ощущает лишь слабовыраженный дискомфорт, воспаление внутренних узлов выявляется только при обследовании;
2. Наблюдается периодическое выпадение воспалённых узлов, которые пациент без особых усилий вправляет самостоятельно;
3. Для вправления выпавших узлов требуется ручная помощь;
4. Вправление узлов невозможно.

## Виды геморроя

### Наружный геморрой
Изменению подвергаются подкожные кавернозные тельца, располагающиеся ниже зубчатой черты и окружающие анальное отверстие. Проявляться наружный геморрой может сильной болезненностью (узелки соприкасаются с одеждой и различными предметами), слабой кровоточивостью. Симптомы геморроя внешней локализации практически не проявляют себя в случае ремиссии.

### Наружный геморрой при беременности, хирургическое лечение
В период беременности применяются малоинвазивные (щадящие) процедуры, которые предполагают минимальное воздействие на организм. При отсутствии положительных эффектов от использования медикаментов, в случае прогрессирования недуга и появления угрозы развития каких-либо осложнений лечащий врач может назначить один из методов хирургического вмешательства. Внешняя локализация геморроидальных структур существенно ограничивает возможность применения малоинвазивных методик, поскольку не все процедуры применимы в данном случае. Наиболее часто специалисты назначают такие виды вмешательства, как:

#### Фото- и лазерная коагуляция
Воздействие лазерного излучения различной интенсивности приводит к свертыванию крови в кавернозных образованиях и кавернозные полости не могут получать питания из сосудистой сети.

#### Криодеструкция
Замораживание кавернозных образований с помощью различного типа криодеструкторов по специальным схемам и методикам.

### Внутренний геморрой
Прямокишечные геморроидальные узлы, фото которых можно сделать лишь с помощью специальной аппаратуры, развиваются выше зубчатой черты под слизистым слоем кишечной оболочки. Поскольку внешние изменения, особенно на начальных стадиях, незаметны, этот процесс протекает скрытно.
О геморрое внутрикишечного расположения можно судить по болезненности при калоизвержении и следах крови на туалетной бумаге либо нижнем белье.
Симптомы геморроя прямокишечной локализации включают в себя зуд и жгучее чувство в заднем проходе, дискомфорт при длительном сидячем положении, а также ощущение незавершённого опорожнения кишечника даже после совершённого акта дефекации.

## Лечение
Существует несколько подходов к лечению геморроя, в зависимости от формы заболевания:
- Борьба с патологическим запором;
- Антигеморроидальные препараты в виде мазей, кремов и свечей;
- Склеротерапия, инфракрасная коагуляция, латексное лигирование геморроидальных узлов;
- Хирургическое удаление геморроидальных узлов — геморроидэктомия (классическая операция Миллигана-Моргана и менее распространенная операция Уайдхеда);
- Минимально инвазивные операции (трансанальная геморроидальная деартерилизация[англ.], операция по Лонго);
- Фитотерапия;
- Массаж.

## Диагностика
| Степень | Диаграмма | Внешний вид     |
| ------- | --------- | --------------- |
| 1       |           | Endoscopic view |
| 2       |           |                 |
| 3       |           |                 |
| 4       |           |                 |

Диагностика геморроя производится пальцевым исследованием, позволяющим обнаружить в 90 из 100 случаев геморроидальные узлы. Нередко больных геморроем направляют на ректальное УЗИ или ректороманоскопию.
При наружном осмотре обращают внимание на состояние кожных покровов перианальной области (гиперпигментация, лихенизация, мокнутие и др.), форму заднего прохода, его зияние, наличие рубцовых изменений и деформаций, наличие новообразований и папиломатозных разрастаний, наличие свищевых отверстий, характер отделяемого из них, выраженность геморроидальных узлов, их кровоточивость, изъязвленность, болезненность, возможность вправления в анальный канал.

### Внутренний
Внутренний геморрой возникает выше зубчатой линии. Он покрыт столбчатым эпителием, в котором отсутствуют болевые рецепторы. В 1985 году они были классифицированы на четыре категории в зависимости от степени выпадения:
- I степень: выпадения нет, только выступающие кровеносные сосуды[31];
- II степень: выпадение при надавливании, но спонтанное сокращение;
- III степень: выпадение при надавливании, требующее ручного вправления;
- IV степень: выпадение с невозможностью вправления вручную.

### Наружный
Наружный геморрой возникает ниже зубчатой (или пектиновой) линии. Он покрыт проксимально — кожным покровом, а дистально — кожей, которые чувствительны к боли и температуре.

### Дифференциальная диагностика
Многие аноректальные проблемы, включая трещины, свищи, абсцессы, колоректальный рак, варикозное расширение вен прямой кишки и зуд, имеют сходные симптомы и могут неправильно называться геморроем. Ректальное кровотечение также может возникать вследствие колоректального рака, колита, включая воспалительные заболевания кишечника, дивертикулярной болезни и ангиодисплазии. Если присутствует анемия, следует рассмотреть другие возможные причины.
Другие состояния, при которых образуются анальные образования, включают кожные метки, анальные бородавки, выпадение прямой кишки, полипы и увеличенные анальные сосочки. Варикозное расширение вен прямой кишки из-за портальной гипертензии (артериальное давление в системе воротной вены) может быть похоже на геморрой, но является другим заболеванием. Портальная гипертензия не увеличивает риск развития геморроя.

## Профилактика
Рекомендуется ряд профилактических мер, в том числе избегать напряжения при попытке дефекации, избегать запоров и диареи, либо придерживаясь диеты с высоким содержанием клетчатки и выпивая много жидкости, либо принимая добавки с клетчаткой и занимаясь достаточными физическими упражнениями. Также рекомендуется тратить меньше времени на попытки испражниться, избегать чтения в туалете, а также худеть людям с избыточным весом и избегать поднятия тяжестей.

## Эпидемиология
Трудно определить, насколько распространен геморрой, поскольку многие люди с этим заболеванием не обращаются к врачу.Тем не менее, считается, что симптоматический геморрой поражает не менее 50 % населения США в какой-то момент их жизни, и около 5 % населения страдают в любой момент времени. Заболеваемость этим заболеванием примерно одинакова у обоих полов, причем пик заболеваемости приходится на период от 45 до 65 лет. Они чаще встречаются у европеоидов и лиц с более высоким социально-экономическим статусом.
Долгосрочные результаты лечения, как правило, хорошие, хотя у некоторых людей могут возникать повторяющиеся симптоматические эпизоды. Лишь небольшая часть людей в конечном итоге нуждается в хирургическом вмешательстве.

## История
Первое известное упоминание об этом заболевании содержится в египетском папирусе 1700 г. до н. э., в котором говорится: «… Ты должен дать рецепт, мазь большой защиты; листья акации, измельченные, измельченные и приготовленные вместе. Намажьте туда полоску тонкого льна и поместите в задний проход, чтобы он немедленно восстановился». В 460 году до н. э. в корпусе Гиппократа обсуждается лечение, похожее на современную перевязку резиновой лентой: «И геморрой подобным образом вы можете лечить, прокалывая их иглой и перевязывая очень толстой шерстяной нитью для нанесения, и не разжигайте, пока они не отпадут, и всегда оставляйте один; и когда пациент выздоравливает, пусть он пройдет курс лечения морозником». Геморрой, возможно, был описан в Библии, в более ранних английских переводах использовалось устаревшее написание «emerods».
Цельс (25 г. до н. э. — 14 н. э.) описал процедуры перевязки и удаления и обсудил возможные осложнения. Гален выступал за разрыв соединения артерий с венами, утверждая, что это уменьшает как боль, так и распространение гангрены. Шушрута Самхита (IV-V век до н. э.) похожа на слова Гиппократа — но подчеркивает чистоту раны. В XIII веке европейские хирурги, такие как Ланфранк из Милана, Ги де Шолиак, Анри де Мондевиль и Джон из Ардена, добились большого прогресса и развития хирургических методов.
В средневековые времена геморрой был также известен как проклятие Святого Фиакра в честь святого шестого века, у которого он развился после обработки почвы. Первое употребление слова «геморрой» на английском языке встречается в 1398 году, происходит от старофранцузского «emorroides», от латинского hæmorrhoida, в свою очередь, от греческого αἱμορροΐς (haimorrhois), «способный выделять кровь», от αἷμα (haima), «кровь» и ῥόος (rhoos), «поток, поток, ток», само по себе от ῥέω (rheo), «течь, течь».